# Jacques Borlée
Jacques Borlée, född 27 september 1957, är en friidrottare från Belgien. Han deltog vid olympiska sommarspelen 1980.